# Gran Premio de Alemania de Motociclismo de 1988
El Gran Premio de Alemania de Motociclismo de 1988 fue la sexta prueba de la temporada 1988 del Campeonato Mundial de Motociclismo. El Gran Premio se disputó el 29 de mayo de 1988 en el circuito de Nürburgring.

## Resultados 500cc
Segunda victoria del año para el estadounidense Kevin Schwantz que llegó por delante de su compatriota Wayne Rainey y del francés Christian Sarron. La clasificación general del Mundial está comandada por el estadounidense Eddie Lawson por delante del australiano Wayne Gardner, que fueron en este Gran Premio cuarto y octavo respectivamente.
| Pos.     | Piloto              | Equipo                                   | Moto      | Tiempo      | Pts. |
| -------- | ------------------- | ---------------------------------------- | --------- | ----------- | ---- |
| 1        | Kevin Schwantz      | Suzuki Pepsi Cola                        | Suzuki    | 1'01:52.270 | 20   |
| 2        | Wayne Rainey        | Team Lucky Strike Roberts                | Yamaha    | +25.030     | 17   |
| 3        | Christian Sarron    | Sonauto Gauloises Blondes Yamaha Mobil 1 | Yamaha    | +51.550     | 15   |
| 4        | Eddie Lawson        | Marlboro Yamaha Team Agostini            | Yamaha    | +1:08.740   | 13   |
| 5        | Kevin Magee         | Team Lucky Strike Roberts                | Yamaha    | +1:12.170   | 11   |
| 6        | Pierfrancesco Chili | HB Honda Gallina Team                    | Honda     | +1:12.550   | 10   |
| 7        | Didier de Radiguès  | Marlboro Yamaha Team Agostini            | Yamaha    | +1:20.280   | 9    |
| 8        | Wayne Gardner       | Rothmans Honda Team                      | Honda     | +1:43.880   | 8    |
| 9        | Niall Mackenzie     | Team HRC                                 | Honda     | +1 Vuelta   | 7    |
| 10       | Shunji Yatsushiro   | Rothmans Honda Team                      | Honda     | +1 Vuelta   | 6    |
| 11       | Rob McElnea         | Suzuki Pepsi Cola                        | Suzuki    | +1 Vuelta   | 5    |
| 12       | Patrick Igoa        | Sonauto Gauloises Blondes Yamaha Mobil 1 | Yamaha    | +1 Vuelta   | 4    |
| 13       | Peter Schleef       | Schuh Racing Team                        | Honda     | +2 Vueltas  | 3    |
| 14       | Marco Papa          | Team Greco                               | Honda     | +2 Vueltas  | 2    |
| 15       | Michael Rudroff     |                                          | Honda     | +2 Vueltas  | 1    |
| 16       | Alessandro Valesi   | Team Iberia                              | Honda     | +2 Vueltas  |      |
| 17       | Marco Gentile       | Fior Marlboro                            | Fior      | +2 Vueltas  |      |
| 18       | Wolfgang von Muralt |                                          | Suzuki    | +2 Vueltas  |      |
| 19       | Maarten Duyzers     | HDJ International                        | Honda     | +2 Vueltas  |      |
| 20       | Josef Doppler       | MRC Grieskirchen                         | Honda     | +2 Vueltas  |      |
| 21       | Helmut Schutz       | Rallye Sport                             | Honda     | +2 Vueltas  |      |
| 22       | Ari Ramo            |                                          | Honda     | +2 Vueltas  |      |
| 23       | Peter Sköld         | Team Honda Sweden                        | Honda     | +2 Vueltas  |      |
| 24       | Nicholas Schmassman | FMS                                      | Honda     | +2 Vueltas  |      |
| 25       | Bruno Kneubühler    | Romer Racing Suisse                      | Honda     | +2 Vueltas  |      |
| Ret      | Andreas Leuthe      |                                          | Suzuki    | Ret         |      |
| Ret      | Randy Mamola        | Cagiva Corse                             | Cagiva    | Ret         |      |
| Ret      | Georg Robert Jung   | Weigl Telefix Racing Team                | Honda     | Ret         |      |
| Ret      | Manfred Fischer     | Team Hein Gericke                        | Honda     | Ret         |      |
| Ret      | Daniel Amatriain    | Ducados Lotus Guarz                      | Honda     | Ret         |      |
| Ret      | Massimo Broccoli    | Cagiva Corse                             | Cagiva    | Ret         |      |
| Ret      | Peter Linden        | Team Honda Sweden                        | Honda     | Ret         |      |
| Ret      | Hans Klingebiel     |                                          | Suzuki    | Ret         |      |
| Ret      | Ron Haslam          | Team ROC Elf Honda                       | Elf Honda | Ret         |      |
| Ret      | Hansjoerg Butz      |                                          | Honda     | Ret         |      |
| Ret      | Fabio Barchitta     | Racing Team Katayama                     | Honda     | Ret         |      |
| DNQ      | Gustav Reiner       | Team Hein Gericke                        | Honda     | DNQ         |      |
| DNQ      | Steve Manley        | Gateford Motors                          | Suzuki    | DNQ         |      |
| DNQ      | Jorg Gammerschalg   |                                          | Honda     | DNQ         |      |
| DNQ      | Alois Meyer         |                                          | Honda     | DNQ         |      |
| DNQ      | Rachel Nicotte      | PVI Racing                               | Honda     | DNQ         |      |
| DNQ      | Claus Wulff         |                                          | Honda     | DNQ         |      |
| Sources: |                     |                                          |           |             |      |

## Resultados 250cc
Situación muy confusa en la prueba oficial con errores en el cronometraje. El resultado fue que la pole position fue para el piloto francés Thierry Rapicault pero no se utiliza para las posiciones superiores y el número de participantes asciende a 48.
La carrera fue vencida por el italiano Luca Cadalora, que consigue la primera victoria en su palamrés en esta categoría, por delante de los españoles Sito Pons y Juan Garriga. Pons es ahora líder de la general con cinco puntos de ventaja sobre Garriga.
| Pos. | Piloto                    | Moto    | Tiempo    | Pts. |
| ---- | ------------------------- | ------- | --------- | ---- |
| 1    | Luca Cadalora             | Yamaha  | 51.12.96  | 20   |
| 2    | Sito Pons                 | Honda   | 51.27.29  | 17   |
| 3    | Juan Garriga              | Yamaha  | 51.31.52  | 15   |
| 4    | Donnie McLeod             | EMC     | 51.33.42  | 13   |
| 5    | Reinhold Roth             | Honda   | 51.35.83  | 11   |
| 6    | Martin Wimmer             | Yamaha  | 51.42.81  | 10   |
| 7    | Jean-Francois Foray       | Yamaha  | 51.50.86  | 9    |
| 8    | Anton Mang                | Honda   | 51.54.44  | 8    |
| 9    | Dominique Sarron          | Honda   | 51.59.31  | 7    |
| 10   | Helmut Bradl              | Honda   | 52.00.15  | 6    |
| 11   | Hans Becker               | Yamaha  | 52.09.09  | 5    |
| 12   | Hermann Holder            | Seufert | 52.11.66  | 4    |
| 13   | Jean-Philippe Ruggia      | Yamaha  | 52.13.58  | 3    |
| 14   | Paolo Casoli              | Garelli | 52.15.36  | 2    |
| 15   | Stefano Caracchi          | Honda   | 52.25.38  | 1    |
| 16   | Andreas Preining          | Aprilia | 52.31.17  |      |
| 17   | Alberto Puig              | Honda   | 52.34.74  |      |
| 18   | Hervé Duffard             | Honda   | 52.35.01  |      |
| 19   | Hans Lindner              | Honda   | 52.35.40  |      |
| 20   | Bernard Schick            | Honda   | 52.43.07  |      |
| 21   | Jacques Cornu             | Honda   | 52.43.10  |      |
| 22   | Juan López Mella          | Honda   | 52.43.41  |      |
| 23   | Bernard Haenggeli         | Honda   | 52.46.00  |      |
| 24   | Jochen Schmid             | Honda   | 52.53.18  |      |
| 25   | Bruno Bonhuil             | Honda   | 53.02.14  |      |
| 26   | Iván Troisi               | Yamaha  | 1 Vuelta  |      |
| 27   | Javier Cardelús           | Aprilia | 1 Vuelta  |      |
| 28   | Gerhard Häberle           | Rotax   | 1 Vuelta  |      |
| 29   | Patrick van den Goorbergh | Honda   | 2 Vueltas |      |
| 30   | Martin Renfrey            | Honda   | 2 Vueltas |      |
| 31   | Kevin Mitchell            | Yamaha  | 2 Vueltas |      |
| 32   | Christian Boudinot        | Fior    | 3 Vueltas |      |
| 33   | Siegfried Minich          | Yamaha  | 3 Vueltas |      |
| Ret  | Bruno Casanova            | Aprilia | Ret       |      |
| Ret  | Thierry Rapicault         | Fior    | Ret       |      |
| Ret  | Rene Zanatta              | Yamaha  | Ret       |      |
| Ret  | August Auinger            | Aprilia | Ret       |      |
| Ret  | Masahiro Shimizu          | Honda   | Ret       |      |
| Ret  | Roland Busch              | Aprilia | Ret       |      |
| Ret  | Manfred Herweh            | Yamaha  | Ret       |      |
| Ret  | Carlos Lavado             | Yamaha  | Ret       |      |
| Ret  | Urs Lüzi                  | Honda   | Ret       |      |
| Ret  | René Delaby               | Yamaha  | Ret       |      |
| Ret  | Alain Bronec              | Honda   | Ret       |      |
| Ret  | John Kocinski             | Yamaha  | Ret       |      |
| Ret  | Maurizio Vitali           | Rotax   | Ret       |      |
| Ret  | Engelbert Neumair         | Aprilia | Ret       |      |

## Resultados 125cc
En el octavo di litro, triunfo para el piloto italiano Ezio Gianola con su Honda. Para la casa japonesa resuklta la vuelta a la senda de las victorias en esta categoría después de 20 años, cuando el Gran Premio de las Naciones de 1966. Los otros puestos del podio son para el español Julián Miralles y el holandés Hans Spaan.
| Pos. | Piloto                       | Moto     | Tiempo    | Pts. |
| ---- | ---------------------------- | -------- | --------- | ---- |
| 1    | Ezio Gianola                 | Honda    | 51.18.77  | 20   |
| 2    | Julián Miralles              | Honda    | 51.26.81  | 17   |
| 3    | Hans Spaan                   | Honda    | 51.27.70  | 15   |
| 4    | Manuel Herreros              | Derbi    | 51.29.72  | 13   |
| 5    | Alfred Waibel                | Waibel   | 52.00.42  | 11   |
| 6    | Hisashi Unemoto              | Honda    | 52.04.20  | 10   |
| 7    | Gastone Grassetti            | Honda    | 52.22.95  | 9    |
| 8    | Domenico Brigaglia           | Rotax    | 52.23.54  | 8    |
| 9    | Luis Miguel Reyes            | Garelli  | 52.28.35  | 7    |
| 10   | Ian McConnachie              | Cagiva   | 52.32.02  | 6    |
| 11   | Gerhard Waibel               | Honda    | 52.32.85  | 5    |
| 12   | Krysztof Galatowicz          | Honda    | 52.33.68  | 4    |
| 13   | Robin Appleyard              | Honda    | 52.38.76  | 3    |
| 14   | Bady Hassaine                | Honda    | 53.12.64  | 2    |
| 15   | Josef Fischer                | Rotax    | 1 Vuelta  | 1    |
| 16   | Reinhard Strack              | Honda    | 1 Vuelta  |      |
| 17   | Paul Bordes                  | Honda    | 1 Vuelta  |      |
| 18   | Rafael Roses-Bohigues        | Cobas    | 4 Vueltas |      |
| Ret  | Allan Scott                  | Honda    | Ret       |      |
| Ret  | Pier Paolo Bianchi           | Cagiva   | Ret       |      |
| Ret  | Johnny Wickström             | Honda    | Ret       |      |
| Ret  | Heinz Lüthi                  | Honda    | Ret       |      |
| Ret  | Manuel Hernández             | Honda    | Ret       |      |
| Ret  | Kohji Takada                 | Honda    | Ret       |      |
| Ret  | Lucio Pietroniro             | Honda    | Ret       |      |
| Ret  | Serge Julin                  | Rotax    | Ret       |      |
| Ret  | Corrado Catalano             | Aprilia  | Ret       |      |
| Ret  | Stefan Prein                 | Honda    | Ret       |      |
| Ret  | Stefan Dörflinger            | Honda    | Ret       |      |
| Ret  | Mike Leitner                 | LCR      | Ret       |      |
| Ret  | Esa Kytölä                   | Honda    | Ret       |      |
| Ret  | Jorge Martínez Aspar         | Derbi    | Ret       |      |
| Ret  | Adi Stadler                  | Honda    | Ret       |      |
| Ret  | Klaus-Dieter Kindle          | Honda    | Ret       |      |
| Ret  | Jos van Dongen               | Honda    | Ret       |      |
| Ret  | Hubert Abold                 | Honda    | Ret       |      |
| DNQ  | Thierry Feuz                 | Rotax    | DNQ       |      |
| DNQ  | Jörg Seel                    | Seel     | DNQ       |      |
| DNQ  | Jussi Hautaniemi             | Honda    | DNQ       |      |
| DNQ  | Juan Ramón Bolart            | JJ Cobas | DNQ       |      |
| DNQ  | Christian Le Badezet         | Honda    | DNQ       |      |
| DNQ  | Günter Schirnhofer           | Honda    | DNQ       |      |
| DNQ  | Fernando González de Nicolás | Cobas    | DNQ       |      |
| DNQ  | Taru Rinne                   | Honda    | DNQ       |      |
| DNQ  | Jean-Claude Selini           | Honda    | DNQ       |      |
| DNQ  | Francisco Debón              | Arbizu   | DNQ       |      |
| DNQ  | Norbert Peschke              | Rotax    | DNQ       |      |
| DNQ  | Robin Milton                 | Rotax    | DNQ       |      |
| DNQ  | Ralf Waldmann                | Rotax    | DNQ       |      |
| DNQ  | Flemming Kistrup             | Hummel   | DNQ       |      |
| DNQ  | Andrés Sánchez               | Rotax    | DNQ       |      |
| DNQ  | Peter Baláž                  | Honda    | DNQ       |      |
| DNQ  | Karl Dauer                   | Hummel   | DNQ       |      |
| DNQ  | Jan Eggens                   | EGA      | DNQ       |      |
| DNQ  | Chris Baert                  | Casal    | DNQ       |      |
| DNQ  | Fausto Gresini               | Garelli  | DNQ       |      |

## Resultados 80cc
Tercera victoria consecutiva de la temporada para el piloto español Jorge Martínez Aspar por delante de sus compatriotas y compañeros de equipo en Derbi Àlex Crivillé y Manuel Herreros. En la clasificación general, estos tres pilotos copan las primeras posiciones.
| Pos. | Piloto               | Moto       | Tiempo    | Pts. |
| ---- | -------------------- | ---------- | --------- | ---- |
| 1    | Jorge Martínez Aspar | Derbi      | 41.44.45  | 20   |
| 2    | Àlex Crivillé        | Derbi      | 42.09.40  | 17   |
| 3    | Manuel Herreros      | Derbi      | 42.16.43  | 15   |
| 4    | Gabriele Gnani       | Gnani      | 42.44.13  | 13   |
| 5    | Giuseppe Ascareggi   | BBFT       | 43.08.00  | 11   |
| 6    | Jos van Dongen       | Casal      | 43.18.17  | 10   |
| 7    | Adrie Nijenhuis      | Casal      | 43.43.87  | 9    |
| 8    | Heinz Paschen        | Kiefer     | 43.50.38  | 8    |
| 9    | Hans Koopman         | Ziegler    | 43.50.98  | 7    |
| 10   | Paolo Priori         | Krauser    | 44.02.95  | 6    |
| 11   | Günter Schirnhofer   | Krauser    | 44.04.42  | 5    |
| 12   | René Dünki           | Krauser    | 44.08.08  | 4    |
| 13   | Stefan Brägger       | Casal      | 44.08.46  | 3    |
| 14   | Hagen Klein          | Honda      | 1 Vuelta  | 2    |
| 15   | Karoly Juhasz        | Krauser    | 1 Vuelta  | 1    |
| 16   | Bert Smit            | Minarelli  | 1 Vuelta  |      |
| 17   | Ralf Waldmann        | Seel       | 1 Vuelta  |      |
| 18   | Matthias Ehinger     | Krauser    | 1 Vuelta  |      |
| 19   | Paul Bordes          | RB Moto    | 1 Vuelta  |      |
| 20   | Rolf Hobl            | Krauser    | 1 Vuelta  |      |
| 21   | Reiner Scheidhauer   | Seel       | 1 Vuelta  |      |
| 22   | Jacques Bernard      | Fantic     | 2 Vueltas |      |
| Ret  | Stuart Edwards       | Casal      | Ret       |      |
| Ret  | Peter Öttl           | Krauser    |           | 5    |
| Ret  | Jaime Mariano        | JJ Cobas   | Ret       |      |
| Ret  | Undine Kummer        | Krauser    | Ret       |      |
| Ret  | Reiner Kunz          | Ziegler    | Ret       |      |
| Ret  | Herri Torrontegui    | Autisa     | Ret       |      |
| Ret  | Bogdan Nikolov       | Krauser    | Ret       |      |
| Ret  | Javier Arumi         | Krauser    | Ret       |      |
| Ret  | Stefan Dörflinger    | Krauser    | Ret       |      |
| Ret  | Serge Julin          | Casal      | Ret       |      |
| Ret  | Jörg Seel            | Seel       | Ret       |      |
| Ret  | Reiner Koster        | Casal      | Ret       |      |
| Ret  | Alojz Pavlič         | Seel       | Ret       |      |
| Ret  | Michael Schwander    | Seel       | Ret       |      |
| DNQ  | Ian McConnachie      | Autisa     | DNQ       |      |
| DNQ  | Kees Besseling       | CJB        | DNQ       |      |
| DNQ  | Thomas Engl          | Esch       | DNQ       |      |
| DNQ  | Bernd Völkel         | Loeffler   | DNQ       |      |
| DNQ  | Petra Schwander      | Seel       | DNQ       |      |
| DNQ  | Stefan Kurfiss       | Ziegler    | DNQ       |      |
| DNQ  | Philippe Desmet      | Huvo       | DNQ       |      |
| DNQ  | Joaquin Gali         | Krauser    | DNQ       |      |
| DNQ  | Chris Baert          | Casal      | DNQ       |      |
| DNQ  | Dennis Batchelor     | Krauser    | DNQ       |      |
| DNQ  | Hubert Abold         | Krauser    | DNQ       |      |
| DNQ  | Otto Machinek        | Om-Spezial | DNQ       |      |